# Risen 2: Dark Waters
Risen 2: Dark Waters  è un videogioco di ruolo fantasy, sequel di Risen della Piranha Bytes. È stato sviluppato e pubblicato dalla Deep Silver.
Il titolo è stato ufficialmente annunciato dalla Deep Silver il 18 agosto 2010, durante una conferenza stampa presso la mostra GamesCom di Colonia. Il sito ufficiale è stato aperto il 19 febbraio 2011. Il gioco è disponibile per piattaforme Microsoft Windows, Xbox 360 e PlayStation 3. La versione per PC è sviluppata direttamente dalla Piranha Bytes. Come per Risen, la software house francese Wizarbox si occupa delle versioni per console Xbox 360 e per la prima volta, PlayStation 3.
Nel 2014 è uscito il terzo capitolo della saga, intitolato Risen 3: Titan Lords.

## Antefatto
L'Eroe Senza Nome di Risen ha perso l'occhio destro, probabilmente come conseguenza del potere del Monocolo indossato per combattere contro il Titano del Fuoco. La lotta condotta dall'Inquisizione contro i Titani prosegue, ma la sconfitta degli umani è prossima. Sbandato, l'Eroe ha trascorso gli ultimi dieci anni tra le file dell'inquisizione vegetando tra sfiducia e alcolismo. In questo quadro di disfatta e decadenza, comincia la nuova avventura di Risen 2.

## Ambientazione
Il giocatore non si trova più in un ambiente gotico-medioevale tipico dei Piranha Byte: lo scenario è di tipo marinaresco in una area tropicale-caraibica. Anche il periodo temporale è evidentemente più recente: non ci sono più cavalieri e armature ma pirati, moschetti e cannoni. L'elemento soprannaturale di Risen (magie e incantesimi) in Risen 2 è rappresentato dal Vudù (praticato dagli indigeni e da pochissimi bianchi "iniziati" al culto), che l'Eroe può arrivare a padroneggiare tramite il solito meccanismo di insegnanti e artefatti da comprare o trovare lungo il gioco.

## Trama
L'eroe viene incaricato di intrufolarsi tra le file dei pirati, allo scopo di trovare gli artefatti necessari a sconfiggere i restanti 4 titani e Mara, la strega del mare mezza donna e mezzo polipo che domina i Mari tra le isole e le Isole stesse tramite i suoi alleati/schiavi umani.

## Accoglienza
Il gioco ha raccolto critiche discordanti. Alcuni recensori esaltano la grafica, l'aderenza all'ambiente piratesco dell'epoca, l'impegno richiesto nelle prime fasi di gioco, il linguaggio crudo tipico di pirati e criminali. Alcuni recensori criticano invece modalità di gioco "piatta", le animazioni dei PNG non in linea con un ambiente piratesco, la trama debole e l'estrema scarsità di possibilità di scelte decisionali da parte del giocatore. In conclusione Risen 2: Dark water è un accettabile gioco RPG, lontano però dai livelli raggiunti dai Piranha Bytes con la saga di Gothic.